# BearShare
BearShare（ベアシェア）は、P2Pを用いたファイル共有ソフト。
世界で広く利用されたソフトウェアで、Gnutellaの後継ソフトを知り、Gnutellaネットワークユーザーのファイルを共有することが可能。WinMXと良く似た性質も持っている。